# فرانک زاپا موسیقی فرانک زاپا را می‌نوازد: یک ادای‌دین به‌یادماندنی
«فرانک زاپا موسیقی فرانک زاپا را می‌نوازد: یک ادای‌دین به‌یادماندنی» (به انگلیسی: Frank Zappa Plays the Music of Frank Zappa: A Memorial Tribute) آلبومی از هنرمند اهل ایالات متحده آمریکا فرانک زاپا است که در سال ۱۹۹۶ میلادی منتشر شد.